# Pedro Pacheco de Melo
Pedro Miguel Salgadinho Pacheco de Melo, meglio conosciuto come Pacheco (Ponta Delgada, 27 giugno 1984), è un ex calciatore portoghese naturalizzato canadese, di ruolo centrocampista.

## Carriera

### Club
Durante la sua carriera ha giocato con varie squadre di club, tra cui il Santa Clara, squadra del Portogallo.

### Nazionale
Conta 18 presenze con la nazionale canadese.